# 육진법
육진법(六進法, senary, heximal)은 6을 밑으로 하는 기수법이다. 사용 숫자는 0에서 5까지 총 6종류이다.
6을 사용하는 N진법은 7진법부터다.

## 기수법
| 육진법   | 0 | 1 | 2 | 3 | 4 | 5 | 10 | 11 | 12 | 13 | 14 | 15 | 20 | 21 | 22 | 23 | 24 | 25 | 30 | 31 | 32 |
| 십진법   | 0 | 1 | 2 | 3 | 4 | 5 | 6  | 7  | 8  | 9  | 10 | 11 | 12 | 13 | 14 | 15 | 16 | 17 | 18 | 19 | 20 |
| 십이진법 | 0 | 1 | 2 | 3 | 4 | 5 | 6  | 7  | 8  | 9  | A  | B  | 10 | 11 | 12 | 13 | 14 | 15 | 16 | 17 | 18 |
| 이십진법 | 0 | 1 | 2 | 3 | 4 | 5 | 6  | 7  | 8  | 9  | A  | B  | C  | D  | E  | F  | G  | H  | I  | J  | 10 |

| 육진법   | 33 | 34 | 35 | 40 | 41 | 42 | 43 | 44 | 45 | 50 | 51 | 52 | 53 | 54 | 55 | 100 | 101 | 102 | 103 | 104 | 105 |
| 십진법   | 21 | 22 | 23 | 24 | 25 | 26 | 27 | 28 | 29 | 30 | 31 | 32 | 33 | 34 | 35 | 36  | 37  | 38  | 39  | 40  | 41  |
| 십이진법 | 19 | 1A | 1B | 20 | 21 | 22 | 23 | 24 | 25 | 26 | 27 | 28 | 29 | 2A | 2B | 30  | 31  | 32  | 33  | 34  | 35  |
| 이십진법 | 11 | 12 | 13 | 14 | 15 | 16 | 17 | 18 | 19 | 1A | 1B | 1C | 1D | 1E | 1F | 1G  | 1H  | 1I  | 1J  | 20  | 21  |

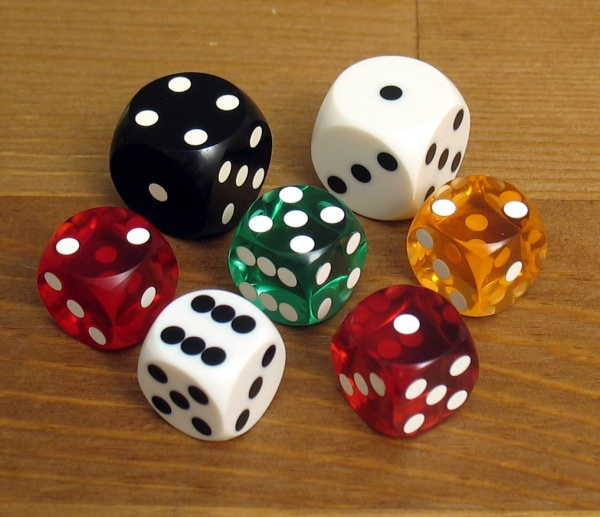
주사위. 6의 측이 "10"이된다.

육진법에 의한 기수법은 5의 다음이다 6을 "10"로 6 분의 1을 "0.1"로 표현한다. 주사위과 같은 6개 세트의 물건 잘 사용되는 계산 방법이며, 9를 "13"(1×6 + 3), 십진법 10을 "14"(1×6 + 4), 십진법 12을 "20"(2×6), 십진법 16을 "24"(2×6 + 4)로 표현.
육이 10이되므로, 육진법에서는 "10의 절반은 3"이된다. 따라서, 3의 배수는 일의 자리가 3 또는 0의 어떤 것인가가된다. 표기법도 십진법 21가 "33", 3의 3 승에 해당하는 십진법 27가 "43"가 3의 배수가 계산 쉬워진다. 수사 (품사)역시 십이는 "이육"(2×6), 십팔는 "세육"(3×6), 십오는 "이육삼"(2×6 + 3), 이십일는 "삼육삼"(3×6 + 3), 이십칠는 "사육삼"(4×6 + 3) 라는 방법이된다. 반대로, 3으로 나뉘어 떨어지지 않는 개수도 십는 "육사"(6 + 4), 십육는 "이육사"(2×6 + 4), 이십오는 "사육일"(4×6 + 1)이되고, 일의 자리에 3의 배수가 오지 않는다. 정수의 용례도 십진법의 "24 시간" "이십사 시간"은 육진법에서는 "40 시간" "사육 시간"이된다.
100 (십진법 36) 이후의 숫자
정수의 승멱는 십진법 36 (62)가 100, 십진법 216 (63)가 1000, 십진법 1296 (64)이 10000 이된다. 100  (십진법 36)이후의 숫자도 다음과 같다. 수치를 보더라도 십진법 500은 "5 × (22×52) = 22×53" 에게 분해되는데, 육진법 500은 "5 × (22×32)"에게 분해되어 십진법 180에 상당하는 수가된다.
- 십진법 56 = 132 (1×62 + 3×61 + 2)
- 십진법 64 = 144 (1×62 + 4×61 + 4)
- 십진법 81 = 213 (2×62 + 1×61 + 3)
- 십진법 100 = 244 (2× 62 + 4× 61 + 4)
- 십진법 108 = 300 (5× 62)
- 십진법 175 = 451 (4× 62 + 5× 61 + 1)
- 십진법 180 = 500 (5× 62)
- 십진법 216 = 1000 (1× 63)
- 십진법 256 = 1104 (1×63 + 1×62 + 0×61 + 4)
- 십진법 432 = 2000 (2×63)
- 십진법 625 = 2521 (2×63 + 5×62 + 2×61 + 1)
- 십진법 729 = 3213 (3×63 + 2×62 + 1×61 + 3)
- 십진법 1000 = 4344 (4×63 + 3×62 + 4×61 + 4)
- 십진법 1097 = 5025 (5×63 + 0×62 + 2×61 + 5)
- 십진법 1296 = 10000 (1×64)
- 십진법 1944 = 13000 (1×64 + 3×63)
- 십진법 2000 = 13132 (1×64 + 3×63 + 1×62 + 3×61 + 2)
- 십진법 5184 = 40000 (1×64 + 3×63 + 1×62 + 3×61 + 2)
- 십진법 6561 = 50213 (5×64 + 0×63 + 2×62 + 1×61 + 3)
- 십진법 7776 = 100000 (1×65)
- 십진법 8019 = 101043 (1×65 + 0×64 + 1×63 + 0×62 + 4×61 + 3)
- 십진법 27216 = 330000 (3×65 + 3×64)

소수의 자릿수
소수 (기수법)는 십진법 36 분의 1 (6-2)가 0.01,  십진법 216 분의 1 (6-3)가 0.001, 십진법 1296 분의 1 (6-4)이 0.0001 이된다.
- 십진법 10/36 = 0.14 (1 × 6-1 + 4 × 6-2)
- 십진법 28/36 (약분하여 7/9) =  0.44 (2×6-1 + 1×6-2 + 3×6-3)
- 십진법 81/216 (약분하여 3/8) =  0.213 (2×6-1 + 1×6-2 + 3×6-3)
- 십진법 125/216 =  0.325 (3×6-1 + 2×6-2 + 5×6-3)
- 십진법 567/1296 (십진법에서 약분하여 7/16) =  0.2343 (2×6-1 + 3×6-2 + 4×6-3 + 3×6-4)
- 십진법 1024/1296 (십진법에서 약분하여 64/81) =  0.4424 (4×6-1 + 4×6-2 + 2×6-3 + 4×6-4)

사칙 연산도 예를 들어
- 십진법 "5 + 5 = 10"는 육진법에서는 "5 + 5  = 14"이된다.
- 십진법 "21 + 9 = 30"는 육진법에서는 "33 + 13  = 50"이된다.
- 십진법 "1944 + 56 = 2000"는 육진법에서는 "13000 + 132 = 13132"이된다.
- 십진법 "444 - 12 = 432"는 육진법에서는 "2020 - 20  = 2000"이된다.
- 십진법 "81 × 16 = 1296"는 육진법에서는 "213 × 24 = 10000"이된다.
- 십진법 "36 ÷ 4 = 9"는 육진법에서는 "100 ÷ 4 = 13"이된다.
- 십진법 "100 ÷ 4 = 25"는 육진법에서는 "244 ÷ 4 = 41"이된다.

| + | 0 | 1  | 2  | 3  | 4  | 5  |
| - | - | -- | -- | -- | -- | -- |
| 0 | 0 | 1  | 2  | 3  | 4  | 5  |
| 1 | 1 | 2  | 3  | 4  | 5  | 10 |
| 2 | 2 | 3  | 4  | 5  | 10 | 11 |
| 3 | 3 | 4  | 5  | 10 | 11 | 12 |
| 4 | 4 | 5  | 10 | 11 | 12 | 13 |
| 5 | 5 | 10 | 11 | 12 | 13 | 14 |

| × | 0 | 1 | 2  | 3  | 4  | 5  |
| - | - | - | -- | -- | -- | -- |
| 0 | 0 | 0 | 0  | 0  | 0  | 0  |
| 1 | 0 | 1 | 2  | 3  | 4  | 5  |
| 2 | 0 | 2 | 4  | 10 | 12 | 14 |
| 3 | 0 | 3 | 10 | 13 | 20 | 23 |
| 4 | 0 | 4 | 12 | 20 | 24 | 32 |
| 5 | 0 | 5 | 14 | 23 | 32 | 41 |

## 멱 승수
숫자의 종류가 육 종류이므로 자리수의 증가는 빠르고, 십진법 7776이 육진법 100,000 가되어, 십진법 46,656이 육진법 1,000,000 (육진법 1010 = 십진법 66) 가된다.
육진법로는 "2 × 3 = 10"이되므로, 육의 멱 승수는 "2n × 3n = 10n" 로서 표현할 수 있다. 따라서, 22 × 32가 100이되고,  23 × 33가 1000이된다. 육(10)의 멱 승수 이외에 중요한 멱 수로는 210에 해당하는 144 (십진법  26 = 64)와 310에 해당하는 3213 (십진법 36 = 729)을들 수있다.
육진법 과 십진법은 "10이 두 가지 소수의 곱"이라는 공통점을 가지고 있기 때문에, 멱 승수의 접근이 비교적 많다. 특히 "십의 3n 제곱 (143n)"과 "육의 4n 제곱 (104n)"는 상당히 가까운 수치가됩니다. 육진수를 4 자리마다 콤마로 구분하면:
- 천 (143, kilo)에 가장 가까운 멱 승수는 십진법 1,296 (육진법 1,0000 및 104)
- 백만 (1410, mega)에 가장 가까운 멱 승수는 십진법 1,679,616 (육진법 1,0000,0000 및 1012)
- 십억 (1413, giga)에 가장 가까운 멱 승수는 십진법 2,176,782,336 (육진법 1,0000,0000,0000 및 1020)
- 일조 (1420, tera)에 가장 가까운 멱 승수는 십진법  2,821,109,907,456 (육진법 1,0000,0000,0000,0000 및 1024)

로 쉼표의 개수가 일치한다. 또한, 육진법 표기에는 천은 4,344에 백만은 33,233,344에 십억는 243,121,245,344에  백억 (십진법 10,000,000,000 및 1010)는 4,332,142,412,144에 일조는 2,043,221,010,301,344이된다.
이 외에도  일만에 가장 가까운 멱 승수가 십진법 7776 (육진법 100,000), 오만에 가장 가까운 멱 수가 십진법 46656 (육진법 1,000,000 및 1010), 육과 십의 멱 승수가 가장 근접하는 수치가 십진법 10,077,696 = 육진법 1,000,000,000입니다 "십의 7n 제곱 (1411n)"과 "육의 9n 제곱 (1013n)"도 상당히 가까운 수치가된다. 따라서 무리수의 소수 부분의 환산으로는 십진 소수 7 자리를 육진 소수 9 자리로 변환하게 된다.
| 멱 지수 | 육진법                    | 십진법              | 십이진법          | 이십진법       |
| ------- | ------------------------- | ------------------- | ----------------- | -------------- |
| 1       | 10                        | 6                   | 6                 | 6              |
| 2       | 100                       | 36                  | 30                | 1G             |
| 3       | 1,000                     | 216                 | 160               | AG             |
| 4       | 10,000                    | 1,296               | 900               | 34G            |
| 5       | 100,000                   | 7,776               | 4,600             | J8G            |
| 10      | 1,000,000                 | 46,656              | 23,000            | 5,GCG          |
| 11      | 10,000,000                | 279,936             | 116,000           | 1E,JGG         |
| 12      | 100,000,000               | 1,679,616           | 690,000           | A9,J0G         |
| 13      | 1,000,000,000             | 10,077,696          | 3,460,000         | 32J,E4G        |
| 14      | 10,000,000,000            | 60,466,176          | 18,300,000        | IHI,58G        |
| 15      | 100,000,000,000           | 362,797,056         | A1,600,000        | 5,D79,CCG      |
| 20      | 1,000,000,000,000         | 2,176,782,336       | 509,000,000       | 1E,04H,FGG     |
| 21      | 10,000,000,000,000        | 13,060,694,016      | 2,646,000,000     | A4,196,F0G     |
| 22      | 100,000,000,000,000       | 78,364,164,096      | 13,230,000,000    | 314,8G0,A4G    |
| 23      | 1,000,000,000,000,000     | 470,184,984,576     | 77,160,000,000    | I76,CG3,18G    |
| 24      | 10,000,000,000,000,000    | 2,821,109,907,456   | 396,900,000,000   | 5,A3J,GGI,8CG  |
| 25      | 100,000,000,000,000,000   | 16,926,659,444,736  | 1,A94,600,000,000 | 1D,13J,11A,BGG |
| 30      | 1,000,000,000,000,000,000 | 101,559,956,668,416 | B,483,000,000,000 | 9I,73E,693,B0G |

| 지수 | 1 | 2  | 3   | 4    | 5     | 10     | 11      | 12       | 13        | 14        | 15         | 20          |
| ---- | - | -- | --- | ---- | ----- | ------ | ------- | -------- | --------- | --------- | ---------- | ----------- |
| 2    | 2 | 4  | 12  | 24   | 52    | 144    | 332     | 1104     | 2212      | 4424      | 13252      | 30544       |
| 3    | 3 | 13 | 43  | 213  | 1043  | 3213   | 14043   | 50213    | 231043    | 1133213   | 3444043    | 15220213    |
| 5    | 5 | 41 | 325 | 2521 | 22245 | 200201 | 1401405 | 12212241 | 105510125 | 545151121 | 4502320045 | 40120440401 |

## 분할 가능성

### 정수
육진법에서는 6가 10이되므로, "10 ÷ 2 = 3" "10 ÷ 3 = 2"가되고, "100 ÷ 3"과 "1000 ÷ 3"도 나눌 수있다, "1000 ÷ 3 = 200" "10000 ÷ 3 = 2000"이된다.
- 멱 지수가 2
  - 100 ÷ 2 = 30 (십진법에서는 36 ÷ 2 = 18)
  - 100 ÷ 3 = 20 (십진법에서는 36 ÷ 3 = 12)
  - 100 ÷ 4 = 13 (십진법에서는 36 ÷ 4 = 9, 62 ÷ 22 = 32)
  - 100 ÷ 10 = 10 (십진법에서는 36 ÷ 6 = 6)
  - 100 ÷ 13 = 4 (십진법에서는 36 ÷ 9 = 4 , 62 ÷ 32 = 22)
- 멱 지수가 3
  - 1000 ÷ 2 = 300 (십진법에서는 216 ÷ 2 = 108)
  - 1000 ÷ 3 = 200 (십진법에서는 216 ÷ 3 = 72)
  - 1000 ÷ 4 = 130 (십진법에서는 216 ÷ 4 = 54)
  - 1000 ÷ 10 = 100 (십진법에서는 216 ÷ 6 = 36)
  - 1000 ÷ 12 = 43 (십진법에서는 216 ÷ 8 = 27, 63 ÷ 23 = 33)
  - 1000 ÷ 13 = 40 (십진법에서는 216 ÷ 9 = 24)
  - 1000 ÷ 43 = 12 (십진법에서는 216 ÷ 27 = 8 , 63 ÷ 33 = 23)
- 멱 지수가 4
  - 10000 ÷ 2 = 3000 (십진법에서는 1296 ÷ 2 = 648)
  - 10000 ÷ 3 = 2000 (십진법에서는 1296 ÷ 3 = 432)
  - 10000 ÷ 4 = 1300 (십진법에서는 1296 ÷ 4 = 324)
  - 10000 ÷ 10 = 1000 (십진법에서는 1296 ÷ 6 = 216)
  - 10000 ÷ 12 = 430 (십진법에서는 1296 ÷ 8 = 162)
  - 10000 ÷ 13 = 400 (십진법에서는 1296 ÷ 9 = 144)
  - 10000 ÷ 24 = 213 (십진법에서는 1296 ÷ 16 = 81, 64 ÷ 24 = 34)
  - 10000 ÷ 43 = 120 (십진법에서는 1296 ÷ 27 = 48)
  - 10000 ÷ 213 = 24 (십진법에서는 1296 ÷ 81 = 16 , 64 ÷ 34 = 24)

### 소수
육진법에서는 1/6은 "0.1"이므로, 1/2는 "0.3"에서 1/3는 "0.2"가되어, 1/3는 분할 수 있다 소수 (기수법)된다.
십진법에서는 "10"인 십은  소수 (수론) 2와 5의 곱이므로, 1/5은 나누어 떨어지는하지만, 1/3이 나누어 떨어지지 않다. 그러나 육진법의 "10"인 육은 소수 2와 3의 곱이므로 1/3은 나눌 수있는 한편, 1/5가 나누어 떨어지지 않는다. "5 + 1 = 10"  "2×3 = 10"이므로, 2와 3이라는 기본적인 수치에 의한 연산이 매우 용이하게 된다. 십이진법 (3×4 = 10)와 이십진법 (4×5 = 10)이 "자릿수의 절감"과 "4의 이슈"에 중점을두고있는 반면, 육진법은 "2와 3을 동등하게 취급" 과 "5의 이슈"에 중점을두고있는 것이 특징이다.
육은 2로 나누어 떨어지는 있지만 4에서는 나누어 떨어지지 않기 때문에, 1/4은 0.13이되고, 소수점 이하 2 자리에서 분자가 9 (= 13)가된다. 마찬가지로, 1/9 (= 1/13)도 0.04 가된다. 2와 3의 멱 지수가 동일하므로 1/8 (= 1/12)는 0.043 와 같이 1/27(10) (= 1/43)는 0.012와 같이, 2n의 역수는 3n이되어,  3n의 역수는 2n 이된다.
또한, 육진법은 "10-1 = 5", 십진법은 "10-1 = 32"이므로 양쪽 모두 나눌 수없는 소수 (육진법이라고 5 십진법이라고 3)의 순환 절은 짧은. 십진법에서는 33의 역수가 순환 절은 3 (31) 자리, 34의 역수가 순환 절은 9 (32)자리 대하여, 육진법 도 같이 52의 역수는 순환 절은 5 (51) 자리이다. 순환 절은 52에 도달하기 역수는 육진법은 53으로 52 (41(6), 25(10)) 자리, 십진법은 35으로 33 (43(6), 27(10)) 자리이다.
나뉘어 떨어지지 않는 소수에 대해서도 십진법에서는 1/3, 1/9, 1/33(= 1/27(10))에서 101(6) = 37(10)의 배수가 나타나는 반면, 육진법에서는 1/5와 1/7 (= 1/11(6))에서 101(6) = 37(10)의 배수가 나타난다. 실제로 십진법 999 (= 육진법 4343)와 육진법 5555 (= 십진법 1295)은 모두 101(6) = 37(10)의 배수이다.
주요 분수
- 1/2 = 0.3
- 1/3 = 0.2
- 2/3 = 0.4
- 1/4 = 0.13 (십진법로 환산 해 9/36)
- 3/4 = 0.43 (십진법로 환산 해 27/36)
- 1/5 = 0.1111…
- 2/5 = 0.2222…
- 3/5 = 0.3333…
- 4/5 = 0.4444…
- 1/9 = 1/13 = 0.04 (십진법로 환산 해 4/36)
- 2/9 = 2/13 = 0.12 (십진법로 환산 해 8/36)
- 4/9 = 4/13 = 0.24 (십진법로 환산 해 16/36)
- 5/9 = 5/13 = 0.32 (십진법로 환산 해 20/36)
- 7/9 = 11/13 = 0.44 (십진법로 환산 해 28/36)
- 8/9 = 12/13 = 0.52 (십진법로 환산 해 32/36. 9/10(10) = 13/14 = 0.52222…의 근사치)

소수 2 자리가 될 분수
- 1/12(10) = 1/20 = 0.03 (십진법로 환산 해 3/36)
  - 5/12(10) = 5/20 = 0.23 (십진법로 환산 해 15/36)
  - 7/12(10) = 11/20 = 0.33 (십진법로 환산 해 21/36)
  - 11/12(10) = 15/20 = 0.53 (십진법로 환산 해 33/36)
- 1/18(10) = 1/30 = 0.02 (십진법로 환산 해 2/36)
  - 5/18(10) = 5/30 = 0.14 (십진법로 환산 해 10/36)
  - 11/18(10) = 15/30 = 0.34 (십진법로 환산 해 22/36)
  - 13/18(10) = 21/30 = 0.42 (십진법로 환산 해 26/36)

소수 3 자리가 될 분수
- 1/8 = 1/12 = 0.043 (2-3, 십진법로 환산 해 27/216)
  - 3/8 = 3/12 = 0.213 (십진법로 환산 해 81/216)
  - 5/8 = 5/12 = 0.343 (십진법로 환산 해 135/216)
  - 7/8 = 11/12 = 0.513 (십진법로 환산 해 189/216)
- 1/27(10) = 1/43 = 0.012 (3-3, 십진법로 환산 해 8/216)
  - 8/27(10) = 12/43 = 0.144 (십진법로 환산 해 64/216. 3/10(10) = 3/14 = 0.14444…의 근사치)
  - 11/27(10) = 15/43 = 0.224 (십진법로 환산 해 88/216. 4/10(10) = 2/5 = 0.2222…의 근사치)
  - 16/27(10) = 24/43 = 0.332 (십진법로 환산 해 128/216. 6/10(10) = 3/5 = 0.3333…의 근사치)
  - 19/27(10) = 31/43 = 0.412 (십진법로 환산 해 152/216. 7/10(10) = 11/14 = 0.41111…의 근사치)

#### 계산 예
- 72 ÷ 2
  - 십진법 : 49 ÷ 2 = 24.5
  - 육진법 : 121 ÷ 2 = 40.3  {육진법 40.3 = 십진법로 환산 해 24 + (1/2) }
  - 육진법 : 121 × 0.3 = 40.3
- 72 ÷ 4 (제수가 22)
  - 십진법 : 49 ÷ 4 = 12.25
  - 육진법 : 121 ÷ 4 = 20.13  {육진법 20.13 = 십진법로 환산 해 12 + (9 / 36) = 12 + (1/4) }
  - 육진법 : 121 × 0.13 = 20.13
- 72 ÷ 8 (제수가 23)
  - 십진법 : 49 ÷ 8 = 6.125
  - 육진법 : 121 ÷ 12 = 10.043  {육진법 10.043 = 십진법로 환산 해 6 + (27 / 216) = 6 + (1/8) }
  - 육진법 : 121 × 0.043 = 10.043
- 백의 1/3 (제수가 3)
  - 십진법 : 100 ÷ 3 = 33.3333…
  - 육진법 : 244 ÷ 3 = 53.2　{육진법 53.2 = 십진법로 환산 해 33 + (1/3) }
  - 육진법 : 244 × 0.2 = 53.2
- 백의 1/9 (제수가 32)
  - 십진법 : 100 ÷ 9 = 11.1111…
  - 육진법 : 244 ÷ 13 = 15.04　{육진법 53.2 = 십진법로 환산 해 11 + (4/36) = 11 + (1/9) }
  - 육진법 : 244 × 0.04 = 15.04
- 백의 1/27(10) (제수가 33)
  - 십진법 : 100 ÷ 27 = 3.703…
  - 육진법 : 244 ÷ 43 = 3.412　{육진법 3.412 = 십진법로 환산 해 3 + (152/216) = 3 + (19/27) }
  - 육진법 : 244 × 0.012 = 3.412
- 천의 2/3
  - 십진법 : 1000 × (2/3) = 666.6666…
  - 육진법 : 4344 × 0.4 = 3030.4　{육진법 3030.4 = 십진법로 환산 해 666 + (4/6) = 666 + (2/3) }
- 천의 4/9
  - 십진법 : 1000 × (4/9) = 444.4444…
  - 육진법 : 4344 × (4/13) = 2020.24　{육진법 2020.24 = 십진법로 환산 해 444 + (16/36) = 444 + (4/9) }
  - 육진법 : 4344 × 0.24 = 2020.24
- 26 ÷ 3 (육십사의 1/3)
  - 팔진법 : 100 ÷ 3 = 25.2525…
  - 십진법 : 64 ÷ 3 = 21.3333…
  - 육진법 : 144 ÷ 3 = 33.2　{육진법 33.2 = 십진법로 환산 해 21 + (1/3) }
- 26 ÷ 5 (육십사의 1/5)
  - 팔진법 : 100 ÷ 5 = 14.6314…
  - 십진법 : 64 ÷ 5 = 12.8
  - 육진법 : 144 ÷ 5 = 20.4444…
- 44 ÷ 33 (이백 오십육의 1/27(10))
  - 십육진법 : 100 ÷ 1B = 9.7B425ED09…
  - 십진법 : 256 ÷ 27 = 9.481…
  - 육진법 : 1104 ÷ 43 = 13.252　{육진법 13.252 = 십진법로 환산 해 9 + (104/216) = 9 + (13/27) }
- 44 ÷ 52 (이백 오십육의 1/25(10))
  - 십육진법 : 100 ÷ 19 = A.3D70A…
  - 십진법 : 256 ÷ 25 = 10.24 {십진법 10.24 = 십진법로 환산 해 10 + (24/100) = 10 + (6/25) }
  - 육진법 : 1104 ÷ 41 = 14.12350…
- 93 ÷ 42 (= 36 ÷ 24)
  - 십진법 : 729 ÷ 16 = 45.5625 {십진법 45 + (5625 / 10000) = 45 + (9/16) }
  - 육진법 : 3213 ÷ 24 = 113.3213  {육진법 113.3213 = 십진법로 환산 해 45 + (729 / 1296) = 45 + (9/16) }
- 82 ÷ 92 (= 26 ÷ 34)
  - 십진법 : 64 ÷ 81 = 0.790123456…
  - 육진법 : 144 ÷ 213 = 0.4424  {육진법 0.4424 = 십진법로 환산 해 1024 / 1296 = 64 / 81}
- 십진법 79 %
  - 십진법 : 79 ÷ 100 = 0.79
  - 육진법 : 211 ÷ 244 = 0.4423501…
- 육진법 35 "%6" (육진 백분율, 즉 삼십육 분의 몇개)
  - 십진법 : 23 ÷ 36 = 0.638888…
  - 육진법 : 35 ÷ 100 = 0.35
- 52 ÷ 26 (육진법  52 ÷ 210)
  - 십진법 : 25 ÷ 64 = 0.390625 {십진법 390625 / 1000000 = 25 / 64}
  - 육진법 : 41 ÷ 144 = 0.220213  {육진법 220213 / 1000000 = 십진법로 환산 해 18225 / 46656 = 25 / 64}
- (53×4) ÷ 36 (육진법 (53×4) ÷ 310)
  - 십진법 : 500 ÷ 729 = 0.685871056241…
  - 육진법 : 2152 ÷ 3213 = 0.404052 {육진법 404052 / 1000000 = 십진법로 환산 해 32000 / 46656 = 500 / 729 }

| 소인수 분해 | 육진 분수 | 육진 소수                    | 십진 소수     | 십진 분수 |
| ----------- | --------- | ---------------------------- | ------------- | --------- |
| 2           | 1/2       | 0.3                          | 0.5           | 1/2       |
| 3           | 1/3       | 0.2                          | 0.3333…       | 1/3       |
| 2           | 1/4       | 0.13                         | 0.25          | 1/4       |
| 5           | 1/5       | 0.1111…                      | 0.2           | 1/5       |
| 2×3         | 1/10      | 0.1                          | 0.1666…       | 1/6       |
| 11          | 1/11      | 0.0505…                      | 0.142857…     | 1/7       |
| 23          | 1/12      | 0.043                        | 0.125         | 1/8       |
| 32          | 1/13      | 0.04                         | 0.1111…       | 1/9       |
| 2×5         | 1/14      | 0.0333…                      | 0.1           | 1/10      |
| 15          | 1/15      | 0.0313452421…                | 0.0909…       | 1/11      |
| 2×3         | 1/20      | 0.03                         | 0.08333…      | 1/12      |
| 3×5         | 1/23      | 0.0222…                      | 0.0666…       | 1/15      |
| 24          | 1/24      | 0.0213                       | 0.0625        | 1/16      |
| 2×32        | 1/30      | 0.02                         | 0.0555…       | 1/18      |
| 2×5         | 1/32      | 0.01444…                     | 0.05          | 1/20      |
| 23×3        | 1/40      | 0.013                        | 0.041666…     | 1/24      |
| 52          | 1/41      | 0.01235…                     | 0.04          | 1/25      |
| 3           | 1/43      | 0.012                        | 0.037…        | 1/27      |
| 25          | 1/52      | 0.01043                      | 0.03125       | 1/32      |
| 2×32        | 1/100     | 0.01                         | 0.02777…      | 1/36      |
| 23×5        | 1/104     | 0.005222…                    | 0.025         | 1/40      |
| 24×3        | 1/120     | 0.0043                       | 0.0208333…    | 1/48      |
| 2×52        | 1/122     | 0.004153…                    | 0.02          | 1/50      |
| 2×33        | 1/130     | 0.004                        | 0.0185…       | 1/54      |
| 210         | 1/144     | 0.003213                     | 0.015625      | 1/64      |
| 23×32       | 1/200     | 0.003                        | 0.013888…     | 1/72      |
| 24×5        | 1/212     | 0.0024111…                   | 0.0125        | 1/80      |
| 34          | 1/213     | 0.0024                       | 0.012345679…  | 1/81      |
| 25×3        | 1/240     | 0.00213                      | 0.01041666…   | 1/96      |
| 2×52        | 1/244     | 0.0020543…                   | 0.01          | 1/100     |
| 2×33        | 1/300     | 0.002                        | 0.00925…      | 1/108     |
| 53          | 1/325     | 0.0014211253224043351545031… | 0.008         | 1/125     |
| 211         | 1/332     | 0.0014043                    | 0.0078125     | 1/128     |
| 24×32       | 1/400     | 0.0013                       | 0.0069444…    | 1/144     |
| 25×5        | 1/424     | 0.00120333…                  | 0.00625       | 1/160     |
| 2×34        | 1/430     | 0.0012                       | 0.0061728395… | 1/162     |
| 210×3       | 1/520     | 0.001043                     | 0.005208333…  | 1/192     |
| 23×52       | 1/532     | 0.00102514…                  | 0.005         | 1/200     |
| 23×33       | 1/1000    | 0.001                        | 0.004629…     | 1/216     |

※ 소인수 분해는 육진수로 표기되어있다.

## 손가락으로 세는 방법
육진법은 손가락으로 세는 방법이 쉽다. 주먹을 0로서 0에서 5까지의 6 개의 숫자를 한손으로 표현할 수 있기 때문이다. 2 자리로 계산하여 정수는 오른손을 "1의 자리수", 왼손을 "6의 자리수"로서 표시한다. 소수는 왼손으로 "1의 자리수"고 오른손으로 "6 분의 1의 자리수", 왼손으로 "6 분의 1의 자리수"라고 오른손으로 "36(10) 분의 1의 자리수"를 표현한다.
예를 들어, 왼손으로 "4"오른손으로 "3"이 표시되면 (1) 육진법 43 = 십진법 27 (사육삼, 4×6 + 3) , (2) 육진 소수 4.3 = 4와 3/6 = 4와 1/2 , (3) 육진 소수 0.43 = 십진법 27/36 = 3/4, 에 위치한 3 종류를 표현할 수 있다.
손가락으로 계산 십진법은 양손으로 십진법 10까지 = 육진법 14 (육사)까지 밖에 표현하지 못하고, 1.1 및 1.2 등 띠소수와 가분수도 표현할 수 없다.
그러나 손가락으로 계산 육진법은 6가 "10"이되므로 양손으로 십진법 35까지 = 육진법 55 (오육오)까지 표현할 수 있어, 1.1 (7/6) 및 1.2 (8/6 = 4/3) 등 띠 소수와 가분수도 표현할 수 있다. 더욱이 십은 3든지 4든지 분할 할 수 없지만, 육은 3 분할 수 있고, 양손에 펼치면 분모를 삼십육 (십진법 36 = 육진법 100)으로하고 4든지 9 (육진법 13)든지 분할 할 수 있다.

## 소수 (수론)와 배수
십진법과 육진법은 3과 5의 입장이 역전하기 때문에 육진법에서 11 (칠) 이후의 소수(수론)는 일의 자리가 1 또는 5 중 하나가된다. 일의 자리가 3이라면 3의 배수이며, 3 빼고 소수에 안된다.
배수 판정도 십진법과 같은 방법으로 가능하며, 육진법에서는 3n와 3n×5가 판정 할 수 있다. 또한 십진법에서는 2n와 2n×5는 5n 종류에 증가 해 버리지 만, 육진법에서는 2n와 2n×5는 3n 종류로 족하다.
한 자리
- 일의 자리가 0 → 2와 3로 나누어 떨어지는 (육의 배수).
- 일의 자리가 2 또는 4 → 2로 나누어 떨어지는 있지만, 3으로 나뉘어 떨어지지 않는.
- 일의 자리가 3 → 2로  나뉘어 떨어지지 않는 않지만, 3로 나누어 떨어지는.
- 일의 자리가 1 또는 5 → 2라도 3라도 나누어 떨어지지 않다.

육진법의 소수 (수론)
- 100 (십진수 36)까지의 소수
2, 3, 5, 11, 15, 21, 25, 31, 35, 45, 51
- 101 (십진수 37)에서 1000 (십진수 216)까지의 소수
101, 105, 111, 115, 125, 135, 141, 151, 155, 201, 211, 215, 225, 241, 245, 251, 255, 301, 305, 331, 335, 345, 351, 405, 411, 421, 431, 435, 445, 455, 501, 515, 521, 525, 531, 551 (OEIS의 수열 A004680)

기본적인 배수 판정법
- 2의 배수 → 일의 자리가 2 또는 4 또는 0.
- 3의 배수 → 일의 자리가 3 또는 0.
- 4의 배수 → 아래 2 자리가 {04, 12, 20, 24, 32, 40, 44, 52, 00} 중 하나. (총 9 종류 = 32 종류)
- 5의 배수 → 각 자리 숫자의 합이 5의 배수.
- 10 (6)의 배수 → 일의 자리가 0.
- 13 (9)의 배수 → 아래 2 자리가 {13, 30, 43, 00} 중 하나. (총 4 종류 = 22 종류)
- 14 (십진수 10)의 배수 → 각 자리 숫자의 합이 5의 배수로, 한편 일의 자리가 2 또는 4 또는 0의 어떤 것인가.
- 23 (십진수 15)의 배수 → 각 자리 숫자의 합이 5의 배수로, 한편 일의 자리가 3 또는 0의 어떤 것인가.
- 100 (십진수 36)의 배수 → 아래 2 자리가 00.

그 외의 숫자의 배수 판정법
- 11 (7)의 배수 → 2 자리 렙 디지트.
- 12 (8)의 배수 → 아래 3 자리가 12의 배수 {012, 024, 040 … 532, 544, 000}. (총 43(6) 종류 = 33 종류)
- 20 (십진수 12)의 배수 → 아래 2 자리가 20 또는 40 또는 00의 어떤 것인가.
- 30 (십진수 18)의 배수 → 아래 2 자리가 30 또는 00의 어떤 것인가.
- 32 (십진수 20)의 배수 → 각 자리 숫자의 합이 5의 배수로, 한편 아래 2 자리가 {04, 12, 20, 24, 32, 40, 44, 52, 00} 중 하나.
- 41 (십진수 25)의 배수 → 일의 자리 이외의 수에서 일의 자리의 4 배를 뺀 다음, 그 차이를 41로 나눈 나머지가 0.
- 43 (십진수 27)의 배수 → 아래 3 자리가 {043, 130, 213, 300, 343, 430, 513, 000} 중 하나. (총 8 종류 = 23 종류)
- 50 (십진수 30)의 배수 → 각 자리 숫자의 합이 5의 배수로, 한편 일의 자리가 0.
- 140 (십진수 60)의 배수 → 각 자리 숫자의 합이 5의 배수로, 한편 아래 2 자리가 20 또는 40 또는 00의 어떤 것인가.

## 같이 보기
- 오진법 (5가 10)
- 구진법 (32 = 10. 2-n의 순환 절이 최단)
- 십진법 (5+5 = 10. 3-n의 순환 절이 최단)